# Hypoderma junipericola
Hypoderma junipericola är en svampart som beskrevs av C.L. Hou, Y.R. Lin & M. Piepenbr. 2005. Hypoderma junipericola ingår i släktet Hypoderma och familjen Rhytismataceae.   Inga underarter finns listade i Catalogue of Life.